# Взятие Нима
Взятие Нима — захват в 737 году войском франков под командованием Карла Мартелла принадлежавшего Омейядскому халифату города Ним.

## Исторические источники
Основными историческими источниками об арабо-франкских войнах в Провансе и Септимании в 730-х годах являются франкские анналы (например, хроника Продолжателей Фредегара).

## Предыстория
В 736—737 годах, через несколько лет после победы в битве при Пуатье, герцог франков Карл Мартелл организовал поход в захваченные ещё в 720-е годы маврами Прованс и Септиманию. Во время этого вторжения франкам удалось захватить Авиньон. Хотя попытка Карла Мартелла овладеть хорошо укреплённым Нарбоном окончилась неудачей, франкам удалось одержать в сражении на Берре победу над маврами, шедшими на помощь осаждённым. Отступив от Нарбона, франкское войско захватило несколько других септиманских крепостей, власть над которыми находилась в руках испанских мусульман.

## Сражение
Первым захваченным франками после отступления от Нарбона городом исторические источники называют Ним. По свидетельству франкских анналов, воины Карла Мартелла овладели городом и разорили его. В результате пожара бо́льшая часть города была уничтожена. В том числе, пострадал и римский амфитеатр, при вестготах перестроенный в крепость.

## Последствия
После взятия Нима войско франков овладело ещё несколькими городами Септимании — Агдом, Безье и Мельгёем. Затем Карл Мартелл возвратился в свои владения.
Однако после того как к удерживавшим Нарбон маврам пришло подкрепление из Испании, и мусульмане стали угрожать с помощью местного правителя, герцога Мавронта, установить свою власть над Провансом, Карлу Мартеллу в 739 году снова пришлось возобновить военные действия против мусульман. По свидетельству Павла Диакона, мавры ушли из Прованса только после того, как узнали о заключении направленного против них военного союза между франками и лангобардами.
В дальнейшем, вплоть до своей смерти, Карл Мартелл не вёл активных военных действий против мавров, сосредоточив свои усилия на укреплении власти франков на уже завоёванных территориях.